# Черкасов, Михаил Васильевич
Михаил Васильевич Черкасов (24 января 1899, Елецкая Лозовка, Хлевенский район, Воронежская губерния — 17 мая 1972, Ленинград) — советский военный (майор), руководитель Ленинградского областного управления гидрометеорологической службы, участник Гражданской и Великой Отечественной войн. Один из организаторов подпольной коммунистической ячейки и вооружённого сопротивления в лагере военнопленных города Цайтхайн Шталаг IV B/Z в годы Великой Отечественной войны, где действовал вместе с писателем Степаном Павловичем Злобиным.

## Биография
Родился в семье крестьян-бедняков. В детстве работал учеником в сапожной мастерской и торговой лавке. Окончил сельскую трёхклассную школу.
В августе 1918 года добровольно вступил в Красную Армию. Участвовал в Гражданской войне на южном фронте, в подавлении восстания Донского казачества, в боях против Махно, Колесникова, а также в походе за освобождение Грузии от меньшевиков и подавлении восстания в Западной Грузии. Был ранен и контужен. Закончил Воронежские пехотные командирские курсы в 1920 году и Высшую объединённую школу Главкома в 1923 году. Закончил службу в 1929 году в звании командира батальона по болезни.
В 1929 году поступил в Ленинградский индустриальный институт на гидротехнический факультет, который окончил в 1934 году, получив квалификацию инженера-гидротехника. С июля 1934 по март 1937 года — начальник Ленинградского областного управления гидрометеорологической службы.
В марте 1937 года был снят с должности, исключён из ВКП(б) и выслан с семьёй в Омскую область по обвинению в оказании материальной помощи троцкисту. Был под следствием УНКВД Ленинградской области, судебный процесс не был доведён до конца из-за ложных обвинений. С июля 1937 года был в ссылке под Остяко-Вогульском. В сентябре 1939 года его жене с семьёй (включая мужа) разрешили вернуться в Ленинград. В 1940 году был восстановлен в партии с сохранением партстажа.
С сентября 1939 по июль 1941 года работал заместителем начальника отдела инженерной гидрологии в Ленинградском отделении «Гидроэнергопроекта».

## Участие в Великой Отечественной войне
4 июля 1941 года добровольно вступил в Народное ополчение Ленинграда. Служил начальником штаба 1-го стрелкового полка 1-й дивизии народного ополчения. В боях под Новгородом был ранен и 15 августа 1941 года попал в плен к немецким войскам.
С 15 августа 1941 по 23 апреля 1945 года находился в плену. Прошёл через лагеря: Псков, Рига, Саласпилс (лагерь № 350), Цайтхайн (Шталаг IV B/Z).
В лагере организовал подпольную коммунистическую организацию, был её руководителем по военной работе. Организация охватывала медиков, работников кухни, склада обмундирования, почты, бюро по распределению военнопленных на работу, уборщиков помещений немецких офицеров, отдел регистрации военнопленных, баню и бараки. В апреле 1944 и марте 1945 года подвергался арестам и заключению в лагерную тюрьму за подпольную деятельность.
Поспешность отхода немцев и бегство охраны лагеря дало возможность находившимся поблизости в бараках итальянцами, выломать двери тюрьмы и выпустить арестованных. После освобождения из тюрьмы, Михаилом Черкасовым по поручению Бюро парторганизации была организована самооборона лагеря в составе 4 стрелковых батальонов и артгруппы, силами которых оборонялся лагерь в течение суток 22 на 23 апреля мес. 1945 г., до прихода советских войск.
Эта история легла в основу книги Степана Злобина «Пропавшие без вести», где Михаил Васильевич послужил прототипом персонажа Василия Михайловича Баркова.
После освобождения прошёл фильтрацию в советских лагерях и органах контрразведки. Демобилизован 27 ноября 1945 года с направлением в Ленинград.

## После войны
Работал инженером-гидротехником в системе гидрометеорологической службы Ленинграда. В 1958 году награждён орденом Красной Звезды за заслуги в годы войны и подпольную деятельность.

## Семья
Отец, Василий Фёдорович, умер в 1915 году, мать — в 1933 году. Жена Нина Ивановна Журавлёва погибла от бомбёжки в ноябре 1941 года во время блокады Ленинграда. Трое детей: Эмилия, Маргарита и Надежда.

## Память
Похоронен на коммунистической площадке Северного кладбища Санкт-Петербурга.

## Награды
- Орден Красной Звезды (1958)[8]